# Teatro Coliseo

Fachada del viejo Teatro Coliseo, inaugurado en 1905 y demolido en 1938.

El Teatro Coliseo es un tradicional y antiguo teatro argentino, ubicado en Buenos Aires, que se encuentra en el barrio Retiro (Buenos Aires), Esquel, calle: Marcelo T. de Alvear 1125, frente a la Plaza Libertad. La historia del teatro se divide en varias etapas, en razón de las remodelaciones y reubicación de la sala. La primera etapa se extendió entre su inauguración en 1804 -aún en tiempos de la colonia- frente a la Iglesia de la Merced y 1834; la segunda etapa se extendió desde la remodelación de 1834 y la demolición de 1873, época en la que fue conocido como Coliseo Argentino o Teatro Argentino; la tercera etapa se extendió desde su reconstrucción frente a la Plaza Libertad en 1905 hasta su cierre en 1937; y la cuarta etapa se extiende desde la última remodelación y ligera reubicación, hasta la actualidad.

## Historia

### El Teatro Coliseo de la Merced
El primer Teatro Coliseo, o Viejo Teatro Coliseo fue inaugurado en 1804, aún en tiempos de la colonia española y fue la única sala de espectáculos de la ciudad hasta 1838. Estaba ubicado frente a la Iglesia de la Merced, en el cruce de las actuales calles Reconquista y Perón, a dos cuadras de la Plaza de Mayo.
El teatro fue construido por el cafetero Ramón Aignase y el cómico José Speciali, a raíz de un permiso que los autorizaba a crear el “Coliseo Provisional de Buenos Aires”. Como director de la orquesta fue designado el músico español Blas Parera, luego autor de la música del Himno Nacional Argentino. La primera representación le correspondió a la Compañía Cómica de Luis Ambrosio Morante.
Dos años después de la Revolución de Mayo que dio inicio al proceso de independencia, el 24 de mayo de 1812, Morante presentó la pieza teatral de su autoría "El 25 de mayo", en homenaje a la revolución. La obra terminaba con un himno coreado por los actores, al que Blas Parera le había compuesto la música. Uno de los espectadores, el porteño Vicente López y Planes, se sintió inspirado por la representación y esa misma noche escribió la primera estrofa de una letra que reemplazara la de Morante, dando origen al Himno Nacional Argentino.
En 1821 se estrenó el drama en verso Túpac Amaru, de Luis Ambrosio Morante. El 30 de julio del mismo año se estrenó una obra patriótica denominada “La Batalla de Tucumán”, en la que se presentó una oda dedicada al Gral. Manuel Belgrano, fallecido en 1820. La actuación fue encabezada por la actriz Ana Rodríguez Campomanes.
También allí se realizó en 1825 la primera interpretación de una ópera completa en la Argentina, correspondiéndole a El Barbero de Sevilla de Gioacchino Rossini.
El Teatro Coliseo tuvo como figuras máximas de su elenco dramático, a Trinidad Guevara (1798-1873), considerada como la primera actriz argentina, y la del actor Juan José Casacuberta (1789-1849).
Entre los hechos históricos destacados relacionados con el viejo Teatro Coliseo, se encuentra el momento en que el Virrey de Sobremonte recibió el parte de Santiago Liniers informándole de la Primera Invasión Inglesa, en la noche del 24 de mayo de 1806, mientras presenciaba El sí de las niñas, la conocida comedia de Moratín.
En 1834, el teatro fue reconstruido y rebautizado con el nombre de Coliseo Argentino o Teatro Argentino.

### El Teatro Argentino
El Teatro Argentino fue construido por José Olaguer Feliú sobre el terreno que era propiedad de un señor Almagro. En su frente no llevaba ornamento alguno y sólo daba a la calle un portón de pino. En el interior, las decoraciones eran pobres y fueron pintadas en su mayor parte por Mariano Pizarro, artesano argentino y maquinista del teatro. El alumbrado se hizo por mucho tiempo por medio de velas de cebo y, luego, por medio de aceite. Sobre las tablas o proscenio en el centro y parte anterior, aparecía la boca del apuntador. Al frente del proscenio se leía un cartel: “La comedia es espejo de la vida”.
La platea contenía aproximadamente 250 asientos; unos bancos largos, muy estrechos divididos por brazos, formaban las lunetas, cubiertos con un pequeño cojín forrado de pana. La entrada general valía diez centavos y las lunetas quince; costando algo menos cuando se tomaba por temporada, que era de aproximadamente diez funciones.
El contorno de la platea en forma de herradura, estaba formado por 20 o 25 palcos bajos, que costaban un peso y otros tantos altos, de tres pesos por función. En cada uno, cabían aproximadamente seis asientos, pero el público tenía que llevar sillas desde su casa o alquilarlas a la empresa teatral.
Frente al proscenio y en el centro de la herradura, en la hilera de palcos altos, se hallaba el palco del Gobierno, de dobles dimensiones que los demás, decorado con cenefas de seda celeste y blanco, o de color punzó, en la época de Rosas. Los palcos, durante muchos años, no tenían puertas y cuando las tuvieron, casi nadie las usaba.
La cazuela, vulgarmente llamada gallinero, estaba colocada sobre los palcos altos y era ocupada solo por espectadores de sexo femenino.
La orquesta del teatro contaba con 26 o 28 integrantes, no siempre se trataba de músicos profesionales.
En el año 1873, Melchor Rams, compró la propiedad donde funcionaba el primer Teatro Coliseo, demolió las instalaciones y edificó allí un pasaje al que, como recuerdo, dio el nombre de Pasaje del Teatro Argentino

### El Teatro Coliseo de Plaza Libertad

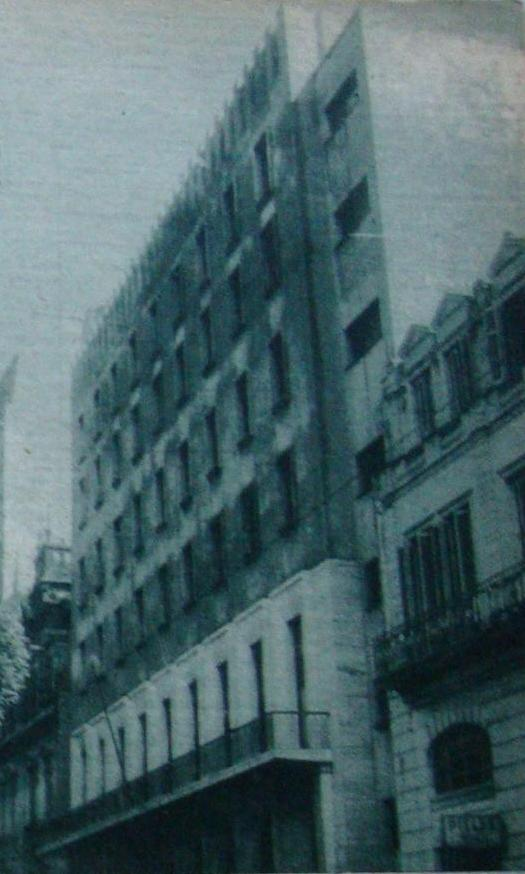
El actual edificio del Coliseo, en 1953.

El nuevo Teatro Coliseo fue inaugurado en 1905 como sala de circo por el payaso estadounidense Frank Brown, de gran importancia en los orígenes del circo criollo y el teatro en la Argentina.
El 27 de agosto de 1920 desde la terraza del mismo Enrique Telémaco Susini realizó una de las primeras transmisiones radiofónicas de la historia, inaugurándose allí la L.O.R. Radio Argentina.
El teatro fue cerrado en 1937, y su edificio comprado por el gobierno de Italia, barajándose algunos proyectos para su transformación en un polo cultural, donde se realizaran exposiciones y eventos. Sin embargo, las ideas quedaron truncas por el estallido de la Segunda Guerra Mundial, el edificio fue parcialmente demolido en 1938, y en el terreno baldío quedaron las ruinas detrás de una tapia.
En los años siguientes, el gobierno italiano decidió construir allí un nuevo edificio para alojar parte de las oficinas del Consulado General de su país en Buenos Aires, conservando la sala de espectáculos. Finalmente, el teatro fue reabierto.
A fines de la década de 1960 la empresa discográfica independiente Mandioca organizó allí los primeros recitales bajo el nombre de "Beat Baires", que se realizaban los domingos a la mañana, con la presentación de los grupos fundacionales del "rock nacional", como Almendra, Manal y Vox Dei. Allí el grupo Almendra estrenó el 22 de junio de 1969, el tema Muchacha (Ojos de papel), una de las canciones más destacadas de la historia de la música argentina.
En 1971, los arquitectos Mario Bigongiari y Maurizio Mazzocchi y los hermanos Luis y Alberto Morea se hicieron cargo de la remodelación de la sala y el edificio del Coliseo porteño, con el traslado del Consulado italiano y la instalación del Instituto Italiano de Cultura en el edificio del teatro.

### Otras salas
En el curso del siglo XIX, se abrieron nuevas salas en Buenos Aires dedicadas tanto a la música como a la representación dramática, como el Teatro de la Victoria (1838), el Teatro del Buen Orden (1844), el Antiguo Teatro Colón (1857), el Teatro de la Ópera (1872) y el Teatro Politeama (1879). En la segunda mitad del siglo, se abrieron también salas especialmente dedicadas al teatro, como el Teatro del Porvenir (1856); el Alcázar Lírico (1856); el Teatro de la Alegría (1870), dedicado a la zarzuela; el Variedades (1872), luego llamado Edén Argentino; el Teatro Onrubia (1886), luego Teatro Victoria; el Teatro de la Comedia (1891); el Teatro de la Zarzuela (1892), luego Teatro Argentino; el Teatro Rivadavia (1893), luego Liceo; el Teatro Olimpo (1894). Por su parte, en 1829 se inauguró un anfiteatro al aire libre llamado Parque Argentino, cerca de la actual Plaza Lavalle.

## Actividades
El Teatro Coliseo ha sido destinado a la realización de diversas actividades públicas, desde espectáculos dramáticos, musicales y humorísticos, hasta actos políticos. Sin embargo, su actividad central ha sido la música clásica y la ópera.
La Asociación Mozarteum Argentino ha recurrido habitualmente al Teatro Coliseo para desarrollar sus actividades musicales. En ocasiones ha reemplazado la tarea del Teatro Colón, cuando este se hallaba cerrado o no disponible.
En ese marco se han presentado músicos de fama mundial como el violinista Yehudi Menuhin, los cantantes de ópera Victoria de los Ángeles, Régine Crespin y Martina Arroyo, el trío Beaux Arts, etc.
En 1996 Tears for Fears realizó su segunda visita al país para presentar su disco Raoul and the Kings of Spain.
Hasta 2004, y por más de 30 años, el Teatro Coliseo fue también la sala elegida para sus representaciones en Buenos Aires por el grupo musical humorístico Les Luthiers.
El Teatro Coliseo ha recibido a Virus, Los abuelos de la nada y a Miguel Mateos/Zas, quienes grabaron ahí el popular disco Rockas Vivas. También se presentaron Sui Generis y, además, Serú Girán grabó el disco doble en vivo Yo no quiero volverme tan loco. 

## Características
La capacidad del teatro es de 1700 personas. Una de sus características principales es la de contar con un amplio foso orquestal que lo hace apto para la presentación de óperas como la trilogía que se presentó en el operafest incluyendo las obras Porgy and Bess, Lady Macbeth y Lakmé.